# Río Pshish
El río Pshish (en adigué y en ruso: Пшиш) es un río del krai de Krasnodar y de la república de Adiguesia, en Rusia, afluente por la izquierda del río Kubán.

## Curso
Tiene una longitud de 270 km si tomamos como fuente la del Bolshói Pshish, y una cuenca hidrográfica de 1850 km². Nace de la unión del Bolshói Pshish y Mali Pshish (44°10′39″N 39°30′22″E / 44.17750, 39.50611), con fuentes en las vertientes septentrionales del pico Shesi (1.137 m) de las montañas del Cáucaso. En su curso superior atraviesa un profundo y estrecho valle, que se va ensanchando a media que avanza el río, a la salida de las montañas, hasta desembocar en el Kubán a la altura del embalse de Krasnodar(44°59′54″N 39°24′38″E / 44.99833, 39.41056). A orillas del río está encuentra la ciudad de Jadyzhensk.
Tiene más de cincuenta afluentes, los más importantes de los cuales son el Mali Tuk, el Tuk, el Yelisavetka, el Procheva, el Ostrozhskaya Shchel, el Medvezhi, el Zavodskoi, el Gunaika, el Sezhe, el Yelenburg, el Sosnovaya y el Jadazhka.
Es de régimen predominantemente pluvial. Es navegable. El río sufre de crecidas en primavera que hacen que su caudal medio de 25 m³/s tenga máximos de 1000 m³/s. No se hiela todos los años.
Atraviesa las siguientes localidades en su curso: Altubinal, Terziyan, Páporotni, Goitj, Oktiabrski, Navaginskoye, Shubinka, Stari Kurinski, Kurinskaya, Páporotni, Jadyzhensk, Kabardínskaya, Osínovskoye, Lesogórskaya, Zajárov, Yelinski, Tvérskaya, Guriskaya, Chernigovskaya, Novoguriski, Kanevetski, Bzhedujovskaya, Nizhnevedeneyevski, desde donde se convierte en frontera entre el krai de Krasnodar y la república de Adiguesia, Glivenko, todas las anteriores en el krai, Gabukái, Konchukojabl y Gorodskói, donde desemboca (las tres últimas localidades pertenecen a Adiguesia).